# Tomba di Jay

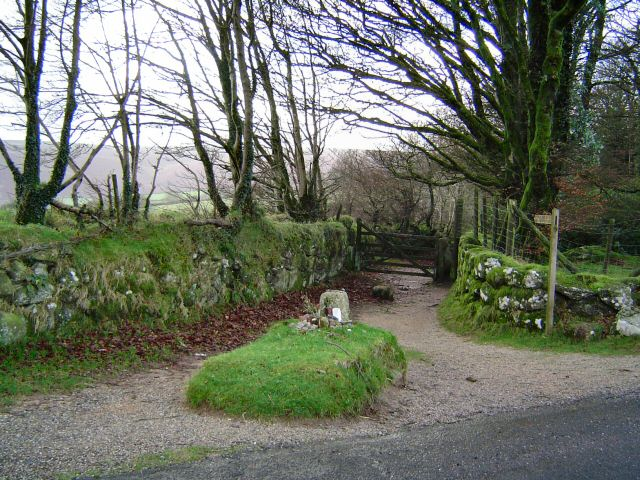
La tomba di Jay

La tomba di Jay (o tomba di Kitty Jay) è un supposto luogo di sepoltura di una vittima di suicidio del XVIII secolo. Essa è con il tempo divenuta un luogo molto conosciuto del Dartmoor, nel Devon, nell'Inghilterra sudoccidentale, nonché oggetto del folklore locale e di molte storie di fantasmi.
La piccola sepoltura si trova posta lungo una strada secondaria a circa 1,6 km a nordovest da Hound Tor, all'entrata di un sentiero che porta a Natsworthy. Fiori freschi vengono regolarmente posti sulla tomba, anche se nessuno ammette di cedere a questa superstizione.

## Folklore

### Le prime storie
Il primo resoconto della storia della tomba venne pubblicato a pag. 5 del North Devon Journal del 23 gennaio 1851, con il titolo "County Intelligence":
Nel 1876 Robert Dymond pubblicò un libro dal titolo "Things Old and New" Concerning the Parish of Widecombe-in-the-Moor and its Neighbourhood ove si legge quanto segue:

Nel I volume di Western Antiquary, datato all'ottobre del 1881, tale F. B. Doveton chiese ulteriori dettagli circa la tomba che egli stesso notò lungo la strada per Hey Tor. La guida di Doveton gli disse: 
P. F. S. Amery pubblicò ulteriori informazioni dopo il passaggio di Dymond:
Vent'anni dopo, nel primo volume di Devon Notes and Queries (1900–01), W. H. Thornton, rettore di North Bovey, chiese:
In replica a questa ricerca P. F. S. Amery uno degli editori di Devon Notes and Queries rispose:
La tomba venne aperta per ordine di Mr. James Bryant alla presenza di suo genero, Mr. J. W. Sparrow, M.R.C.S. Le ossa trovate vennero esaminate e dichiarate essere di donna. Il teschio venne portato ad Hedge Barton, ma venne successivamente messo in una scatola di legno con le ossa e reinterrato in quel monticciolo di terra che ancora oggi si può vedere. Attualmente esso ha l'apparenza di una tomba.»
Nel 1909 William Crossing, nella sua Guide to Dartmoor riprese la storia di Amery, chiamando però la suicida "Kitty Jay, come si usava dire", correggendo il nome dell'incidente in "Canna, una fattoria non distante, presso East Down".
L'autrice locale Beatrice Chase riportò la leggenda nella sua novella The Heart of the Moor pubblicata nel 1914, dicendo che tutti i dati riportati anche da altri scrittori fossero da ritenersi autentici. Nel racconto riporta:
Data l'assenza di una qualsiasi iscrizione sulla tomba resta da stabilire l'identità della sepolta. Dopo avere chiesto a diversi locali e su guide senza successo, la protagonista della storia trova una certa "Nonna Caunter" che ben conosce la storia:
Patricia Milton, scrivendo nel 2006, ha rilevato come la Chase si sia dimostrata piuttosto ingenua nelle sue ricerche in quanto già dal 1905 la tomba fosse ampiamente menzionata in guide locali ed era già una meta turistica.

### Le ultime versioni
Dal 1965 la tomba di Jay è divenuta una delle principali attrazioni turistiche di Dartmoor, con versioni sempre diverse della leggenda. Qualcuno continua a portare fiori freschi sulla tomba.
Secondo altre leggende circolanti la ragazza sarebbe stata vittima di violenze da parte del fattore locale e per la vergogna si sarebbe impiccata. Secondo un'altra versione avrebbe avuto una storia d'amore con il figlio del fattore e una volta rimasta incinta, per la vergogna, si sarebbe impiccata.
Si dice inoltre che il suo corpo, in quanto suicida, sia stato rifiutato dalle tre parrocchie locali di Widecombe-in-the-Moor, North Bovey e Manaton e pertanto ella dovette essere sepolta all'incrocio di due strade come era in uso per i suicidi all'epoca.

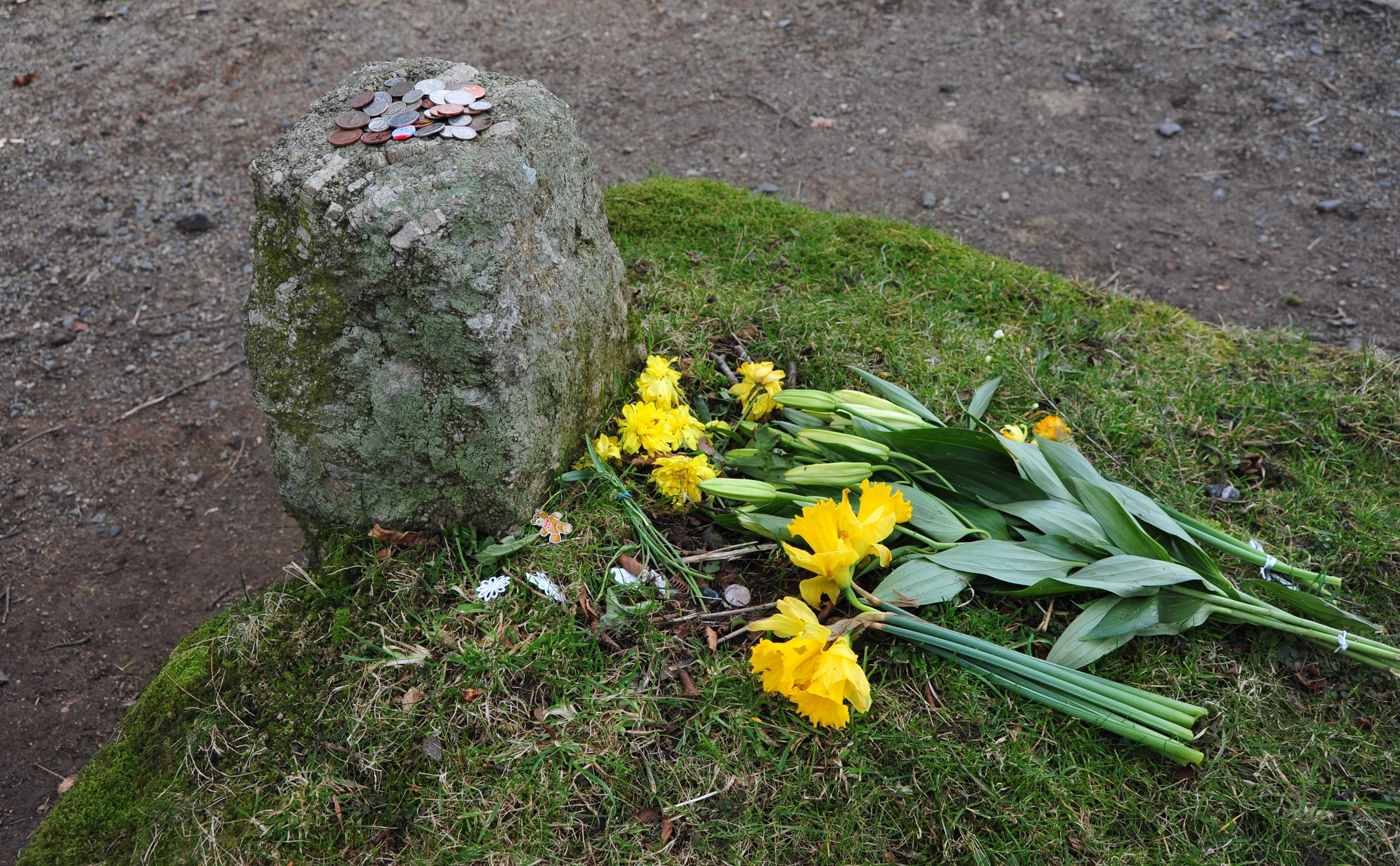
La tomba vista da vicino con i tipici fiori freschi, monete e altre offerte votive

## La tomba
Vi sono sempre fiori freschi sulla tomba, oggetto del folklore locale, che secondo alcuni vengono qui posti segretamente di notte da folletti, ma si sa per certo che l'autrice Beatrice Chase era per esempio una di quelle persone che vi si dedicavano, sino alla sua morte nel 1955. Dal 2007 oltre ai fiori si sono presentate una serie di altre offerte votive come monete, candele, conchiglie, piccole croci e giocattoli.
Diversi automobilisti di sera hanno giurato di avervi visto delle figure spiritiche o piccole luci altri invece riportano di avervi visto una figura scura inginocchiata.